# Gerðr
(Snorri Sturluson - Edda in prosa - Gylfaginning XXXVII)

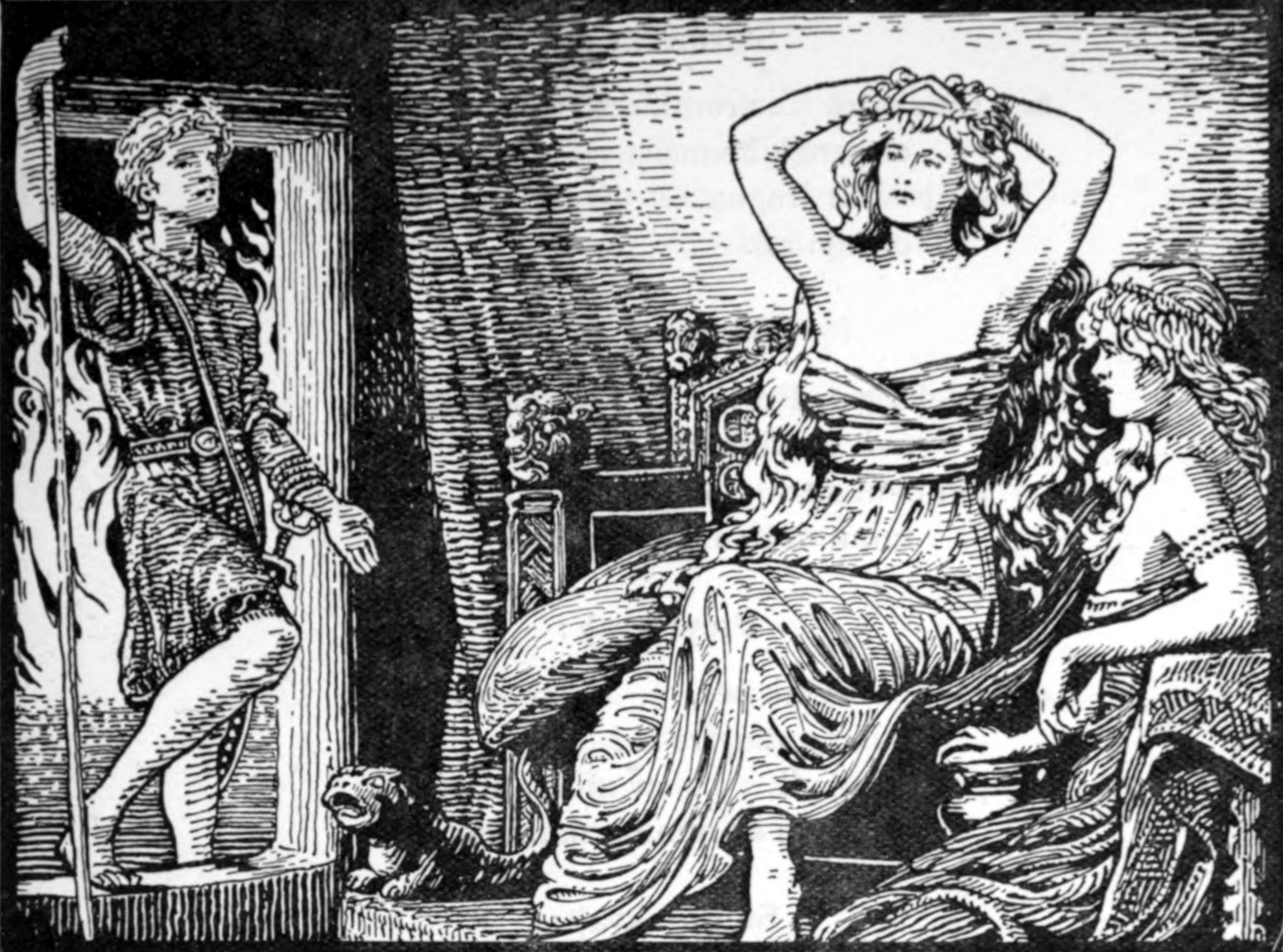
Skírnir riferisce la proposta a Gerd
Illustrazione di W. G. Collingwood (1908)

Gerðr è una figura della mitologia norrena. Figlia di Gymir e Aurboða, appartiene 
inizialmente alla genìa dei giganti, finché, unendosi con il dio Freyr, non è accolta nella stirpe dei Vanir, diventando così una divinità. Da Freyr ha il figlio Fjölnir.

## Il matrimonio di Gerðr
Nello Skírnismál è narrata la storia del suo matrimonio con Freyr:
Freyr si era innamorato di Gerðr, tanto bella che il suo splendore si riverberava per il cielo e per le acque. Chiamò quindi il suo servitore Skírnir e lo inviò da Gerðr, perché la convincesse al matrimonio. La missione di Skírnir era sconosciuta agli altri Dèi, perché Freyr temeva non avrebbero approvato l'eventuale unione. Skírnir chiese il destriero di Freyr per raggiungere l'abitazione di Gerðr e non solo: volle, come ricompensa, la spada del dio, che gli fu concessa. Un errore da parte di Freyr, perché in seguito non solo avrebbe dovuto affrontare disarmato il gigante Beli, ma si ritroverà indifeso quando verrà il Ragnarǫk, la fine del mondo.
Per penetrare nell'abitazione di Gerðr, Skírnir dovette superare un bastione di fuoco che la proteggeva. Giunto di fronte alla gigantessa inizialmente tentò di convincerla con le buone: prima le offrì undici frutti d'oro (forse quelli di Iðunn) e quindi il potente anello Draupnir, che Odino aveva posto sulla pira del figlio Baldr. Ma Gerðr rifiutò entrambe le proposte. Allora Skírnir passò alle minacce, sfoderando la spada di Freyr, ma Gerðr lo avvisò che non si sarebbe piegata alla violenza, e che Skírnir rischiava di dover affrontare Gymir, il temibile padre della gigantessa. Come ultimo tentativo Skírnir si affidò alla magia, brandendo una bacchetta magica, predicendole ogni sorta d'orrenda sventura e tracciando quindi sulla bacchetta tre potenti rune. A questo punto Gerðr si arrese, e acconsentì a sposare Freyr. L'unione tra i due, su richiesta della sposa, si svolse in un bosco silenzioso chiamato Barri.
Il nome di Gerðr può essere legato al termine garðr, che significa "recinto", ciò che ne fa forse una divinità dei campi coltivati e della terra. La sua unione con Freyr dunque può essere interpretata come un mito di carattere agricolo, in cui i campi stretti nella morsa dell'inverno vengono risvegliati dai raggi del Sole (incarnati da Skírnir, il cui nome significa "splendente"). Il nome del bosco Barri deriva difatti dal termine barr: orzo.
L'unione di Gerðr con Freyr ha un suo corrispettivo in quella della gigantessa Skaði con il dio della fertilità Njörðr. In entrambi i casi si può pensare a un modo per simboleggiare la stretta unione tra le forze della morte e dell'oscurità e quella della rigenerazione.
Gerðr può dunque essere vista come un divinità del suolo, in ciò vicina a Nerthus, ma altri particolari la avvicinano invece alle valchirie: la sua dimora è circondata dalle fiamme, mentre il nome della madre, Aurboða, può essere letto anche "Örboða", che significa "colei che offre la freccia", tipico nome da valchiria.